# Blotzheim
Blotzheim (prononcé [blɔtsaim]  ; en alsacien, Blotza) est une commune française située dans la circonscription administrative du Haut-Rhin et, depuis le 1er janvier 2021, dans le territoire de la Collectivité européenne d'Alsace, en région Grand Est.
Cette commune se trouve dans la région historique et culturelle d'Alsace.

## Géographie

### Localisation
Blotzheim est située à l'extrême sud-est du département du Haut-Rhin en Alsace, au pied de la terrasse supérieure du Rhin.
Topographiquement, la commune de Blotzheim se situe au contact de deux grandes unités très différentes : le Sundgau à l’ouest, la plaine du Rhin à l’est.
Les communes limitrophes sont  Bartenheim, Brinckheim, Hésingue, Michelbach-le-Bas et Saint-Louis.

### Hydrographie

#### Réseau hydrographique
La commune est dans le bassin versant du Rhin au sein du bassin Rhin-Meuse. Elle est drainée par le ruisseau Alte-Bach, le Liesbach, le Lutterbach et le Thurbach,,.
Le Alte Bach, d'une longueur de 13 km, prend sa source dans la commune de Michelbach-le-Haut et se jette  dans 0 à Bartenheim, après avoir traversé six communes. 

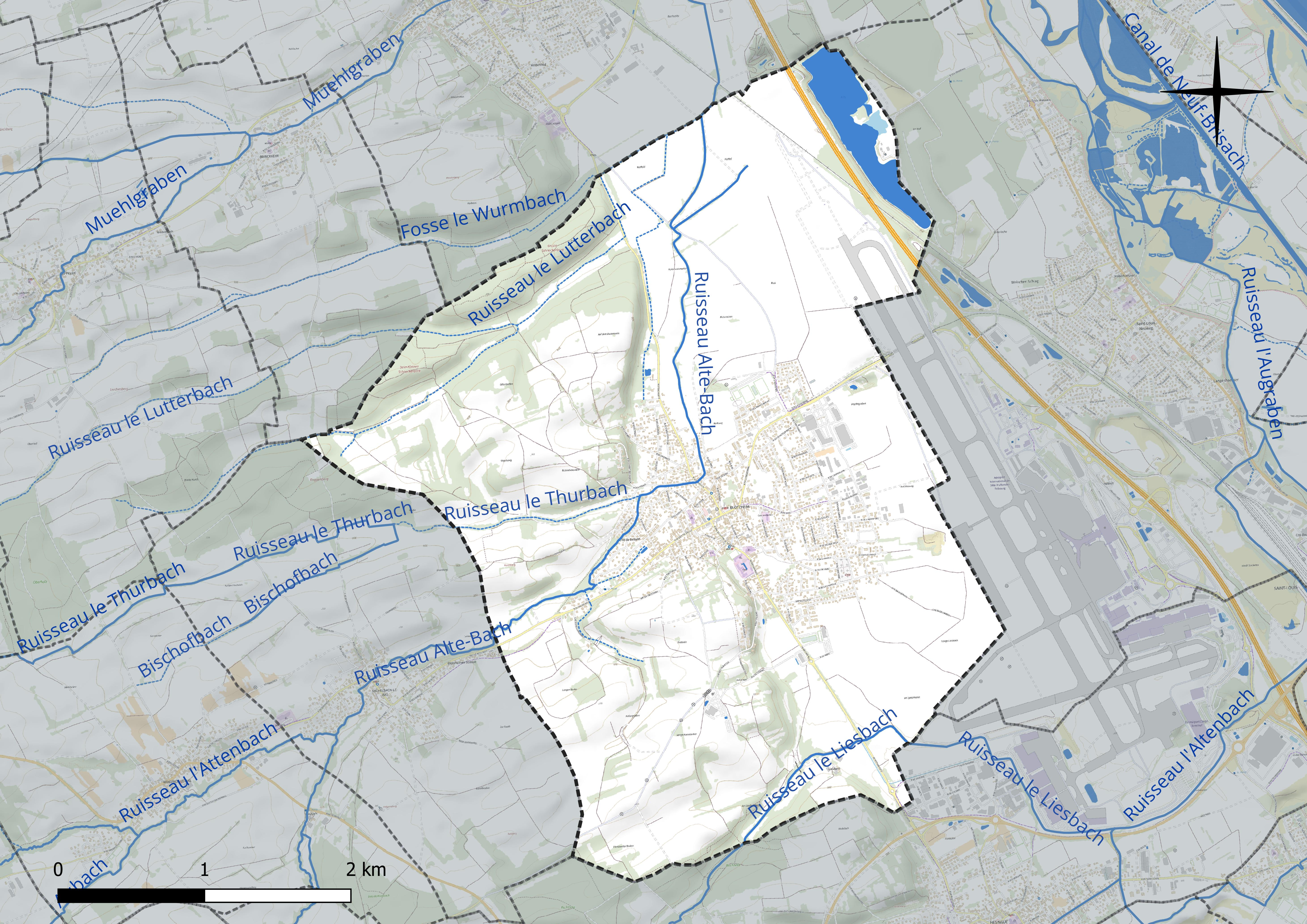
Réseau hydrographique de Blotzheim.

#### Gestion et qualité des eaux
Le territoire communal est couvert par le schéma d'aménagement et de gestion des eaux (SAGE) « Ill Nappe Rhin ». Ce document de planification concerne la nappe phréatique rhénane, les cours d'eau de la plaine d'Alsace et du piémont oriental du Sundgau, les canaux situés entre l'Ill et le Rhin et les zones humides de la plaine d'Alsace. Le périmètre s’étend sur 3 596 km2. Il a été approuvé le 17 janvier 2005. La structure porteuse de l'élaboration et de la mise en œuvre est la région Grand Est. 
La qualité des cours d’eau peut être consultée sur un site dédié géré par les agences de l’eau et l’Agence française pour la biodiversité. 

### Climat
Pour des articles plus généraux, voir Climat du Grand Est et Climat du Haut-Rhin.
En 2010, le climat de la commune est de type climat océanique altéré, selon une étude du Centre national de la recherche scientifique s'appuyant sur une série de données couvrant la période 1971-2000. En 2020, Météo-France publie une typologie des climats de la France métropolitaine dans laquelle la commune est dans une zone de transition entre le climat semi-continental et le climat de montagne et est dans la région climatique  Alsace, caractérisée par une pluviométrie faible, particulièrement en automne et en hiver, un été chaud et bien ensoleillé, une humidité de l’air basse au printemps et en été, des vents faibles et des brouillards fréquents en automne (25 à 30 jours). 
Pour la période 1971-2000, la température annuelle moyenne est de 10,1 °C, avec une amplitude thermique annuelle de 17,7 °C. Le cumul annuel moyen de précipitations est de 704 mm, avec 8,4 jours de précipitations en janvier et 9,5 jours en juillet. Pour la période 1991-2020, la température moyenne annuelle observée sur la station météorologique de Météo-France la plus proche, « Bâle-Mulhouse », sur la commune de Saint-Louis à 5 km à vol d'oiseau, est de 11,1 °C et le cumul annuel moyen de précipitations est de 764,3 mm. 
La température maximale relevée sur cette station est de 39,1 °C, atteinte le 13 août 2003 ; la température minimale est de −23,5 °C, atteinte le 6 janvier 1985,,. 
Les paramètres climatiques de la commune ont été estimés pour le milieu du siècle (2041-2070) selon différents scénarios d'émission de gaz à effet de serre à partir des nouvelles projections climatiques de référence DRIAS-2020. Ils sont consultables sur un site dédié publié par Météo-France en novembre 2022.

## Urbanisme

### Typologie
Au 1er janvier 2024, Blotzheim est catégorisée bourg rural, selon la nouvelle grille communale de densité à sept niveaux définie par l'Insee en 2022.
Elle appartient à l'unité urbaine de Blotzheim, une unité urbaine monocommunale constituant une ville isolée,. Par ailleurs la commune fait partie de l'aire d'attraction de Bâle - Saint-Louis (partie française), dont elle est une commune de la couronne,. Cette aire, qui regroupe 94 communes, est catégorisée dans les aires de 200 000 à moins de 700 000 habitants,.

### Occupation des sols

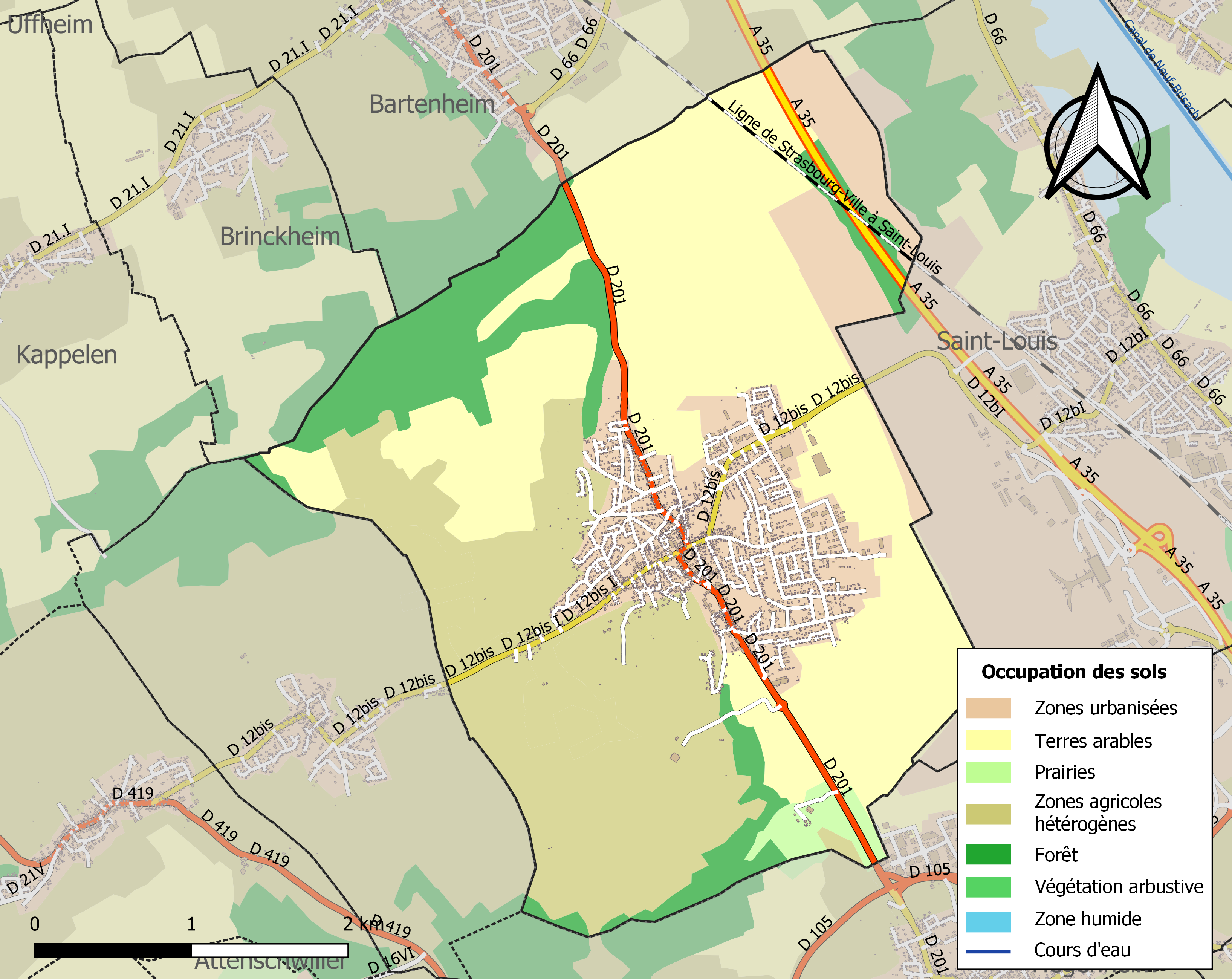
Carte des infrastructures et de l'occupation des sols de la commune en 2018 (CLC).

L'occupation des sols de la commune, telle qu'elle ressort de la base de données européenne d’occupation biophysique des sols Corine Land Cover (CLC), est marquée par l'importance des territoires agricoles (67 % en 2018), en diminution par rapport à 1990 (69,8 %). La répartition détaillée en 2018 est la suivante : 
terres arables (38,2 %), zones agricoles hétérogènes (27,1 %), zones urbanisées (15,3 %), forêts (12,3 %), zones industrielles ou commerciales et réseaux de communication (2,8 %), mines, décharges et chantiers (2,6 %), prairies (1,7 %). L'évolution de l’occupation des sols de la commune et de ses infrastructures peut être observée sur les différentes représentations cartographiques du territoire : la carte de Cassini (XVIIIe siècle), la carte d'état-major (1820-1866) et les cartes ou photos aériennes de l'IGN pour la période actuelle (1950 à aujourd'hui).

## Histoire
On a découvert à Blotzheim une molaire et une défense de mammouth ainsi qu'un crâne humain daté de 40 000 ans, des vestiges de voies romaines, des tumuli.
Blotzheim est mentionné sous le nom de Flobotesheim dans un acte de donation du Comte Eberhard d'Eguisheim, fils du Duc Adalbert d'Alsace datant de 728, année où elle devient propriété de l’abbaye de Murbach. Ce n'est qu'en 1451 qu'est mentionné le nom de Blotzheim sous sa forme actuelle.
Au XIVe siècle, Blotzheim fut incorporé au comté de Ferrette. Ancien chef-lieu, la commune faisait partie du bailliage supérieur de Landser. Le village a appartenu aux Habsbourg du XIIIe au XVIIe siècle.
L’occupation principale des habitants était l’agriculture, la récolte des fruits, le vin et l’élevage. La vigne datant des romains est cultivée au « Mühlberg et Hünnerberg ».
Pendant la révolte des Paysans en 1525, puis la guerre de Trente Ans en 1632 et 1633, la ville fut pillée et ses habitants massacrés.
Pendant la Révolution française, la ville eut son tribunal révolutionnaire qui sema la Terreur dans la région. Le curé réfractaire Bernardin Juif est une figure célèbre de cette période. Le château de Blotzheim fut transformé en hôpital de campagne. Le général Jean-Charles Abbatucci, défenseur de la ville de Huningue, grièvement blessé, y décéda le 2 décembre 1796.
Le quartier de la Chaussée (Neuweg), issu du démembrement de cette commune en 1830, fut détaché de la commune de Blotzheim pour être rattaché à celle de Saint-Louis en 1958 (aujourd'hui quartier Saint-Louis-la-Chaussée ou Saint-Louis-Neuweg).
En 1852, Jacques Marie Cyprien Victor Coste commence les travaux de construction de la première pisciculture industrielle d'Europe, dite improprement "de Unilingue". Achevée en 1860,elle fournira des millions d’œufs de truites et de saumons destinés à repeupler les cours d’eau de France et d'Europe.

## Politique et administration

### Découpage territorial
La commune de Blotzheim est membre de l'intercommunalité Saint-Louis Agglomération, un établissement public de coopération intercommunale (EPCI) à fiscalité propre créé le 9 juin 2016 dont le siège est à Saint-Louis. Ce dernier est par ailleurs membre d'autres groupements intercommunaux.
Sur le plan administratif, elle est rattachée à l'arrondissement de Mulhouse, à la circonscription administrative de l'État du Haut-Rhin, en tant que circonscription administrative de l'État, et à la région Grand Est. 
Sur le plan électoral, elle dépendait jusqu'en 2020 du  canton de Saint-Louis pour l'élection des conseillers départementaux au sein du conseil départemental du Haut-Rhin. Depuis le 1er janvier 2021, elle dépend du même canton pour l'élection des conseillers d'Alsace au sein de la collectivité européenne d'Alsace.

### Liste des maires
La démission de l'opposition municipale composée des membres de la liste de l'ancien maire Bernard Simon a conduit à des élections anticipées et le maire sortant Jean-Paul Meyer a été réélu avec 55,6 % des suffrages lors de l'élection municipale anticipée du 12 février 2006, battant deux autres listes : celle emmenée par Marie-Claude Jordan (UMP) et l'autre emmenée par Daniel Michel (DVD, liste démissionnaire).
À la suite des élections municipales de mars 2008, la liste du maire sortant Jean-Paul Meyer est reconduite avec 64,75 % des voix contre 35,25 % pour la liste conduite par Marie-Claude Jordan.
À la suite des élections municipales de mars 2014, la liste du maire sortant Jean-Paul Meyer est à nouveau reconduite en obtenant 64,78 % des suffrages face à la liste menée par Philippe Peter, ayant obtenu 35,22 % des suffrages.

### Jumelages
- Rion-des-Landes (France)
- Laurède (France)

En 1995, la ville scelle un jumelage avec la ville de Sefrou au Maroc,. Cependant, ce partenariat ne semble plus être mis en avant par la mairie.

## Équipements et services publics

### Enseignement
La ville de Blotzheim a : 
- un collège privé d'enseignement secondaire : le collège des Missions Catholiques ;
- une école primaire : le groupe scolaire Jules Ferry ;
- une école maternelle : l'école maternelle Jeanne d'Arc.

## Population et société

### Démographie
L'évolution du nombre d'habitants est connue à travers les recensements de la population effectués dans la commune depuis 1793. Pour les communes de moins de 10 000 habitants, une enquête de recensement portant sur toute la population est réalisée tous les cinq ans, les populations de référence des années intermédiaires étant quant à elles estimées par interpolation ou extrapolation. Pour la commune, le premier recensement exhaustif entrant dans le cadre du nouveau dispositif a été réalisé en 2004.

En 2022, la commune comptait 5 077 habitants, en évolution de +13,91 % par rapport à 2016 (Haut-Rhin : +0,66 %, France hors Mayotte : +2,11 %).
| 1793  | 1800  | 1806  | 1821  | 1831  | 1836  | 1841  | 1846  | 1851  |
| ----- | ----- | ----- | ----- | ----- | ----- | ----- | ----- | ----- |
| 1 329 | 1 686 | 1 842 | 1 769 | 2 287 | 2 268 | 2 240 | 2 430 | 2 526 |

| 1856  | 1861  | 1866  | 1871  | 1875  | 1880  | 1885  | 1890  | 1895  |
| ----- | ----- | ----- | ----- | ----- | ----- | ----- | ----- | ----- |
| 2 473 | 2 532 | 2 461 | 2 444 | 2 452 | 2 541 | 2 375 | 2 357 | 2 272 |

| 1900  | 1905  | 1910  | 1921  | 1926  | 1931  | 1936  | 1946  | 1954  |
| ----- | ----- | ----- | ----- | ----- | ----- | ----- | ----- | ----- |
| 2 288 | 2 464 | 2 554 | 2 516 | 2 635 | 2 799 | 2 834 | 2 852 | 3 028 |

| 1962  | 1968  | 1975  | 1982  | 1990  | 1999  | 2004  | 2006  | 2009  |
| ----- | ----- | ----- | ----- | ----- | ----- | ----- | ----- | ----- |
| 1 951 | 2 110 | 2 353 | 2 340 | 3 090 | 3 564 | 3 608 | 3 656 | 4 042 |

| 2014  | 2019  | 2022  | - | - | - | - | - | - |
| ----- | ----- | ----- | - | - | - | - | - | - |
| 4 461 | 4 661 | 5 077 | - | - | - | - | - | - |

## Culture locale et patrimoine

### Lieux et monuments

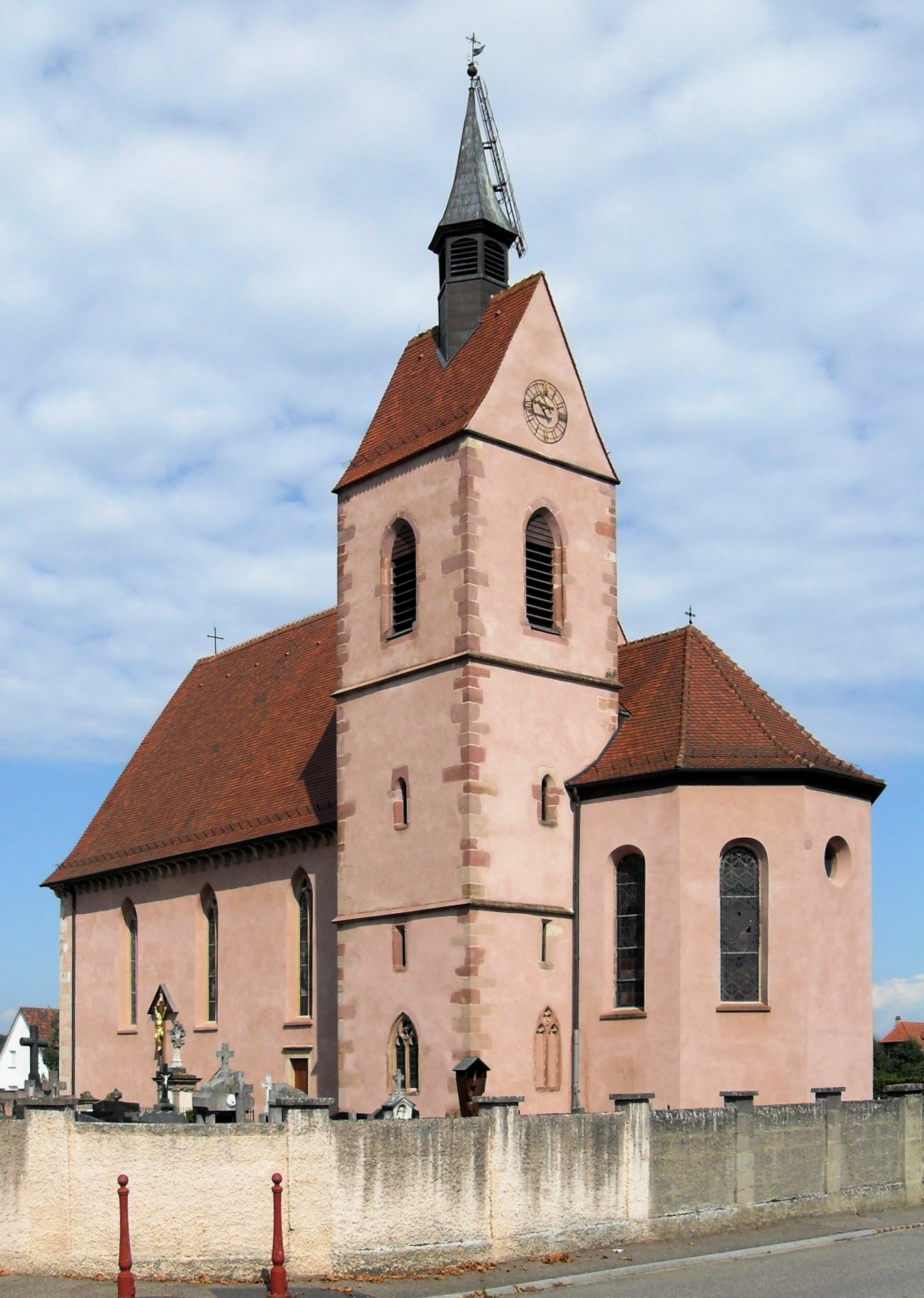
La chapelle Notre-Dame du Chêne.

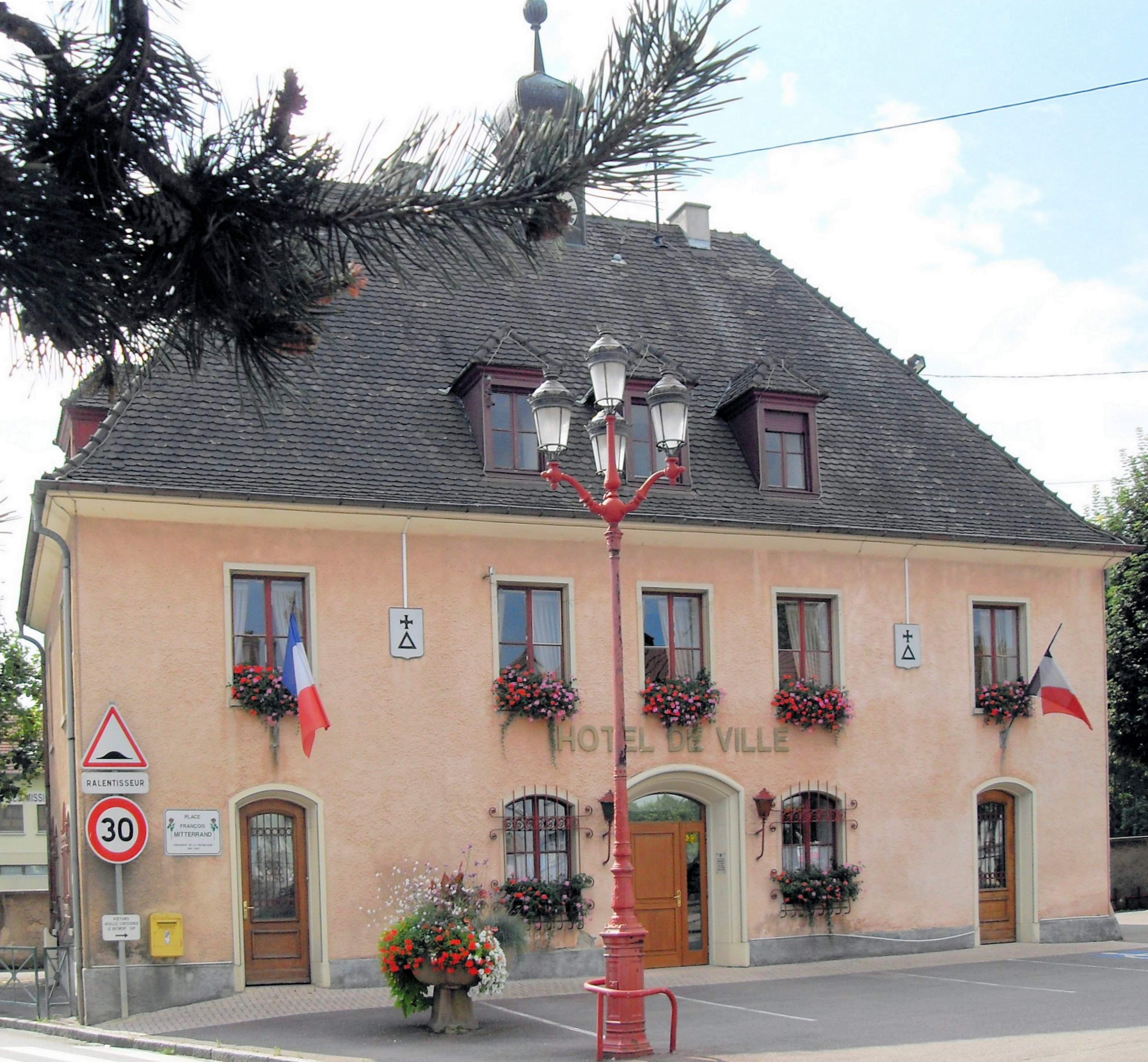
L'hôtel de ville.

- À la fin du XVIIe siècle, on allait prendre les eaux à Blotzheim. Deux établissements avec dix-huit baignoires accueillaient surtout des curistes bâlois. La source, le Kabisbrunnen,  une eau sulfureuse, ferrugineuse et froide, alimente le réseau d'adduction d'eau de Saint-Louis. Blotzheim est classée zone climatique depuis le 5 novembre 1993.
- La chapelle Notre-Dame-du-Chêne de Blotzheim : la seule à s’appeler « Sancta Maria ad Robur » en Alsace, inscrite aux monuments historiques[33]. Le clocher date de 1494, on peut y voir l'autel principal d’époque baroque, les statues, les tableaux sauvés de la destruction provenant du couvent des capucins fondé en 1737 et surtout un orgue de Joseph Callinet de 1843[34]. Sous le porche, on découvre Le Mont des Oliviers érigé en 1840.
- Le château de Blotzheim (actuel collège des missions) : le château médiéval détruit en 1445 fut remplacé par l'actuel château en 1730, il fut de tout temps la résidence des seigneurs du village. En 1920, la congrégation du Saint-Esprit y créa l'école des missions devenue ensuite le collège des missions[35].
- L'ancien prieuré de Blotzheim, aujourd'hui « Ferme Gyger », rénové en 1733 par l’abbé Delphis de Lucelle, initialement couvent de cisterciennes fondé en 1267, transformé en prieuré de cisterciens en 1450[36].
- L'ancienne synagogue transformée en habitation[37].
- L'hôtel de ville de Blotzheim.
- L'aéroport international de Bâle-Mulhouse-Fribourg.
- La réserve naturelle nationale de la petite Camargue alsacienne.
- Le Casino Barrière de Blotzheim, qui a ouvert ses portes en 2008 est aujourd'hui une des entreprises les plus lucratives d'Alsace.
- L'église Saint-Léger de Blotzheim

### Personnalités liées à la commune
- Une rue porte le nom du poète alsacien Nathan Katz, dont la mère est née à Blotzheim.
- Une place porte le nom de Coluche.
- Paul Gégauff, cinéaste.
- Benjamin Ulmann, artiste-peintre, né le 24 mai 1829 à Blotzheim, décédé le 24 février 1884 à Paris. Une place "Benjamin Ulmann" a été inaugurée à Blotzheim en 2016.
- Joseph Brom, parlementaire sous la Troisième République.

### Héraldique
| Blason de Blotzheim | Les armes de Blotzheim se blasonnent ainsi : « D'argent au triangle évidé de sable, le sommet surmonté d'une croix pattée de même. » |

La devise du village étant Ora et Labora (prier et travailler), la croix symbolise la prière et l'équerre le travail.